# Kom Ombo
Kom Ombo (arabisch كوم أمبو, DMG Kūm Umbū; koptisch ⲉⲙⲃⲱ Embou), auch als Ombos und Embou bekannt, ist eine Industriestadt und archäologisch bedeutsame Ausgrabungsstätte am Ufer des Nils in Oberägypten, etwa 40 Kilometer nördlich von Assuan und 150 Kilometer südlich von Luxor. Die über 75.000 Einwohner (Berechnung: 2010) zählende Ortschaft befindet sich, wie viele der oberägyptischen Ansiedlungen, an der Ostseite des Nils.
Die Umgebung von Kom Ombo ist von der Landwirtschaft geprägt, die aber auch durch den Zuckerrohranbau zum Aufbau großer Zuckerfabriken beitrug. Bekannt ist Kom Ombo (kom, arabisch für Hügel) für den 8 Kilometer südlich im Dorf Darau (Daraw) stattfindenden größten Kamelmarkt Ägyptens und die Ruinen des altägyptischen Doppeltempels direkt am Nilufer.
Kom Ombo war während der 2. Dynastie um 2.800 v. Chr. unter dem Namen Nubti („goldene Stadt“) gegründet worden. In ptolemäischer Zeit hieß der Ort auch Omboi (griechisch Ὄμβοι) oder auch Ombos (Ὀμβος). Daraus wurde in der römischen Epoche der Name Ombi abgeleitet. Aber auch das lateinische Ambo ist aus dieser Zeit überliefert, worauf sich die nachfolgende koptische Form Embou bezog.

## Lage
| \| Kom Ombo \|  |
| Lage in Ägypten |
| Kom Ombo        |

Kom Ombo liegt im südlichen Teil Ägyptens am Nil, 55 Kilometer nördlich des Nassersees, inmitten einer fruchtbaren Ebene beiderseits des Flusses, die eine Nord-Süd-Ausdehnung von etwa 25 Kilometer und eine Ost-West-Ausdehnung von bis zu 30 Kilometer aufweist. Sie wird auf ungefähr 12.000 Hektar durch das Wasser des Nil künstlich bewässert und landwirtschaftlich genutzt. Daran schließt sich im Osten die Arabische Wüste, im Westen die Libysche Wüste an.

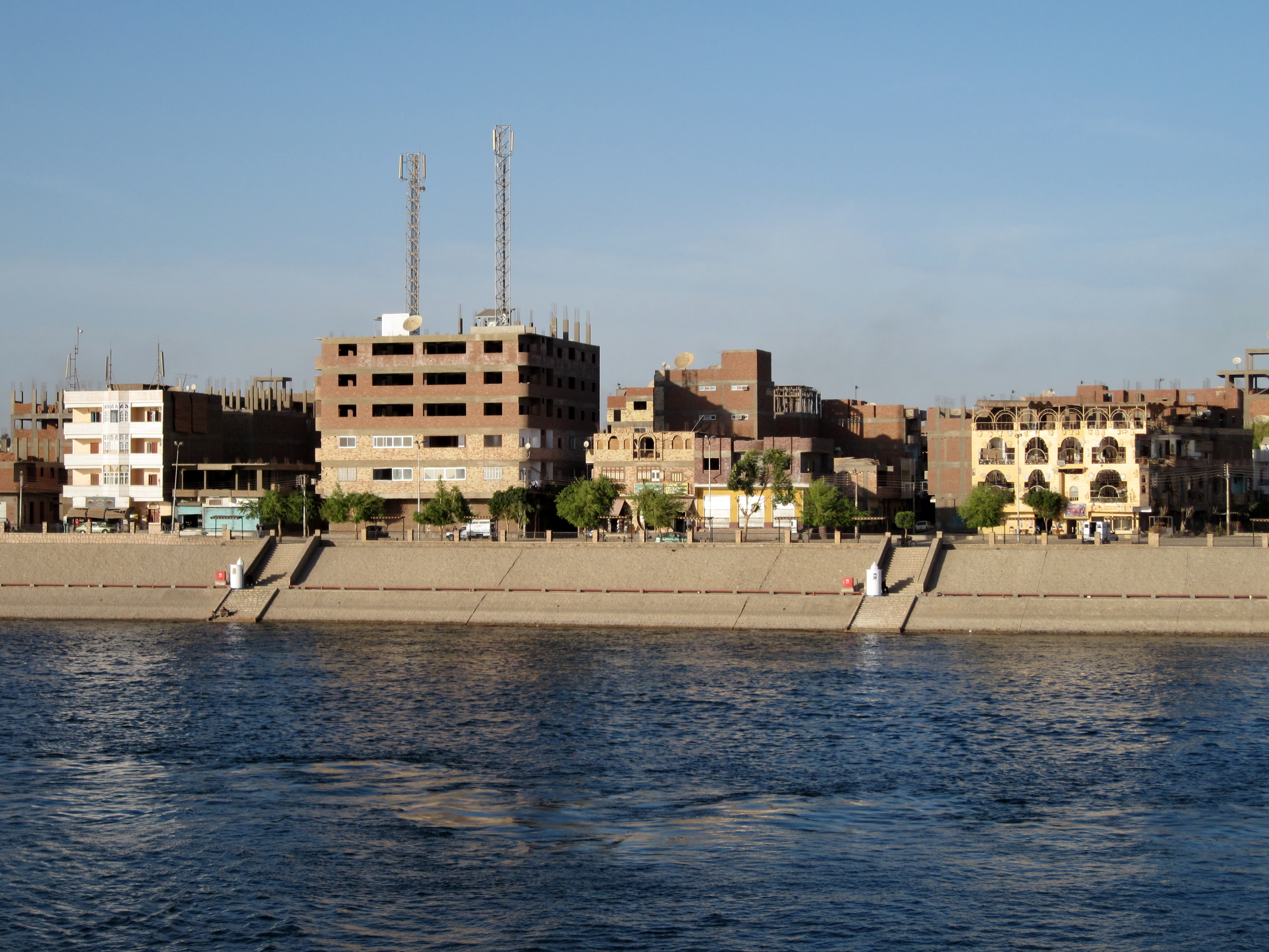
Nilufer bei Kom Ombo

Der Ort gehört administrativ zum Gouvernement Aswan (Assuan). Die sudanesische Grenze im Süden ist etwa 270 Kilometer, das Rote Meer im Nordosten 200 Kilometer entfernt. Mit Assuan und Luxor ist Kom Ombo entlang des Nils durch eine Bahnlinie verbunden, die östlich am Hauptort vorbeiführt. Das Zentrum des Ortes liegt drei Kilometer nordöstlich einer Flussschleife des Nil, der sich hier flussabwärts auf fünf Kilometer nach Westen wendet.
Zur Gouvernement-Hauptstadt Assuan verläuft von Kom Ombo eine Straße, die am Ostufer des Nil nach Süden führt. Dort befindet sich auch der nächstgelegene Flughafen Assuan International. Wichtigste Verkehrsader für Kom Ombo ist jedoch der Nil, auf dem die für den Tourismus wichtigen Flussreiseschiffe von Luxor nach Assuan verkehren und der Frachtverkehr nach Unterägypten abgewickelt wird. Die Anlegestelle der auf dem Nil verkehrenden Kreuzfahrtschiffe liegt direkt neben dem Doppeltempel, etwa 70 Meter westlich der Tempelanlage.

## Geschichte

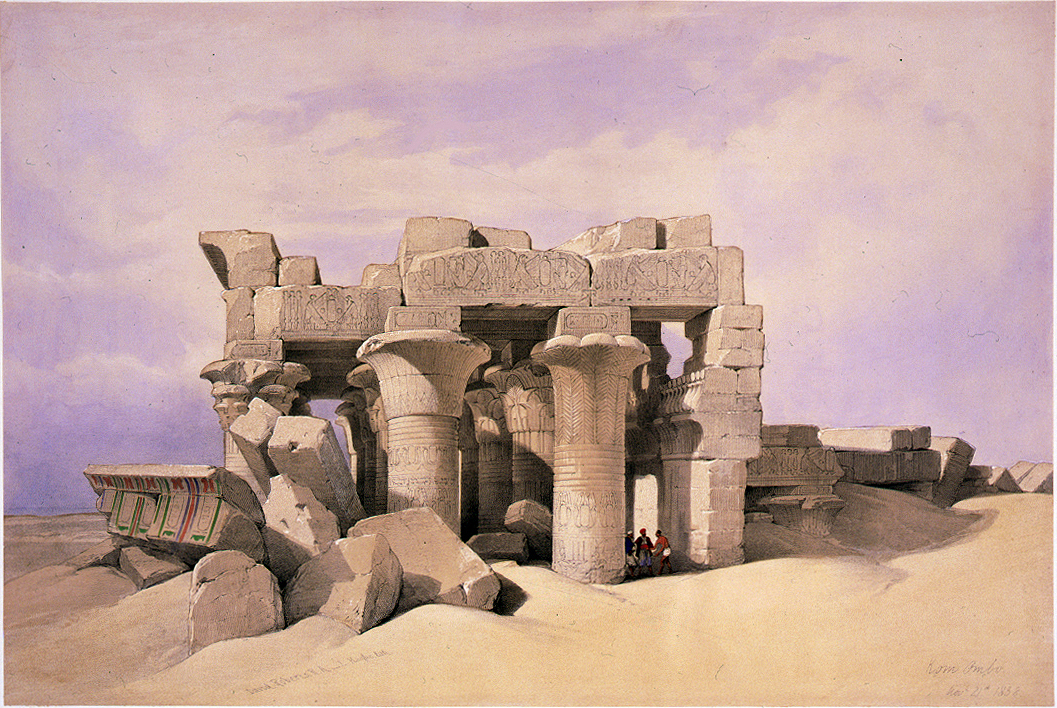
Tempelruine 1845/49

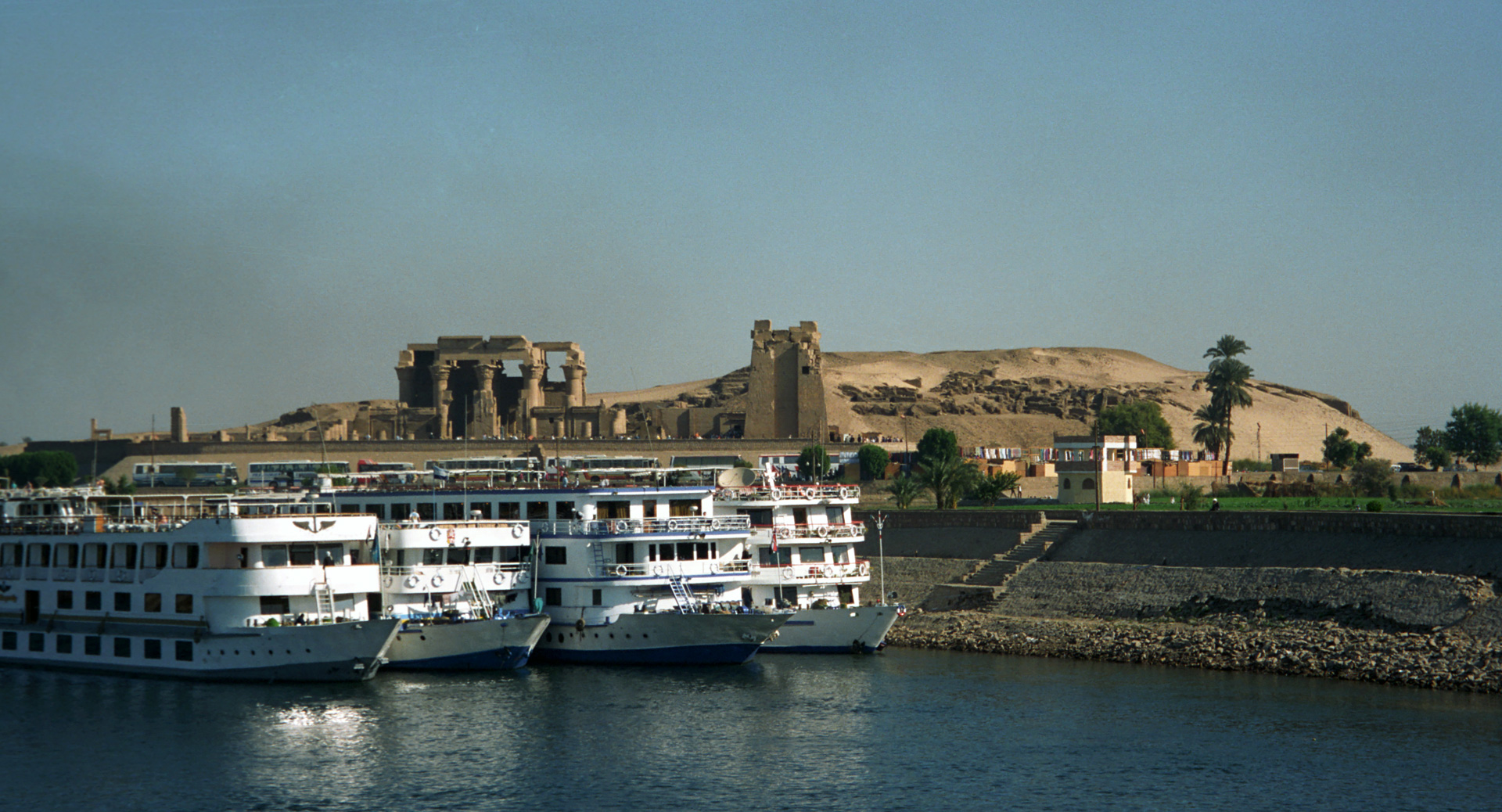
Schiffsanlegestelle am Tempel

Kom Ombo war unter dem altägyptischen Namen Nbyt Teil und Hauptort des fünften oberägyptischen Gaues Netjerui. Der Ort ist unter diesem Namen zum ersten Mal in der Ersten Zwischenzeit belegt. Aus dem Mittleren Reich stammen nur sehr wenige Reste, wie eine dekorierte Grabkammer. In der ptolemäischen Epoche Ägyptens 304 bis 31 v. Chr. blieb das damalige Omboi (auch Ombos) neben Elephantine Verwaltungszentrum des Gaues. Am Ufer des Nil wurde der heute noch südlich des eigentlichen Ortes zu besichtigende Doppeltempel errichtet, der der Anbetung der beiden Gottheiten Sobek, des Krokodilgotts, und des falkenköpfigen Haroeris diente. Zu einem Zentrum des griechischen Lebens wurde während der griechisch-römischen Zeit Ägyptens das Gymnasion des Ortes.
Die Ruinen des Doppeltempels von Kom Ombo waren lange Zeit bis über die Hälfte durch Sand verschüttet. Sie wurden erst 1893 unter Jacques de Morgan freigelegt und restauriert. Vor dem Tempel stand bis ins 19. Jahrhundert ein großes Mammisi („Geburtshaus“) des Ptolemaios VIII. Euergetes II. Eine etwa zwei Meter über dem Durchschnitt liegende Nilschwemme zerstörte jedoch größtenteils das Gebäude einschließlich des westlichen Teils der Umfassungsmauer.
Die Einwohner von Kom Ombo leben neben dem Tourismus vom Zuckerrohr- und Baumwollanbau. Der Ort erweckt trotz seiner relativ hohen Einwohnerzahl mit seinen unbefestigten Straßen eher den Eindruck eines großen Dorfes als einer Stadt. Zwischen 1963 und 1965 wurden in der Umgebung 60.000 Nubier in 34 Dörfern angesiedelt, die ihre Heimat am Nil südlich von Assuan wegen des steigenden Wassers des Nassersees nach dem Bau des Assuan-Hochdamms verlassen mussten. Insgesamt beläuft sich die Zahl der Neusiedler auf über 100.000 Menschen. Viele neu errichtete Dörfer erhielten die Namen der im Nassersee versunkenen Herkunftsdörfer, wie Kalabscha, Amada und Abu Simbel.
Die Tempelanlagen sind inzwischen (Stand Anfang 2020) fast vollständig freigelegt und können besichtigt werden. Außer den Tempelbauten wurden ein Tiefbrunnen sowie Mumien von Krokodilen gefunden. Letztere sind in einem kleinen Museum zu sehen, das im Jahr 2012 eröffnet wurde.
Am Nil-Ufer hat ein Nachbau eines historischen Nilschiffes festgemacht, das für den Film Tod auf dem Nil angefertigt worden war; es kann besichtigt werden.